# Canton de Flize
Le canton de Flize est une ancienne division administrative française située dans le département des Ardennes et la région Champagne-Ardenne.

## Géographie
Ce canton était organisé autour de Flize dans l'arrondissement de Charleville-Mézières. Son altitude moyenne était de 201 m.

## Représentation

### conseillers généraux
| Période | Période          | Identité                                | Étiquette             | Qualité |
| ------- | ---------------- | --------------------------------------- | --------------------- | --- |
| 1833    | 1836 (démission) | M. Grison                               |                       | Propriétaire cultivateur à Saint-Marceau                                                                    |
| 1836    | 1842             | Baron Antoine-Marie Rœderer (1782-1865) |                       | Ancien Préfet du département de Trasimène Administrateur des manufactures de Monthermé Propriétaire à Paris |
| 1842    | 1848             | M. Delume                               |                       | Négociant à Charleville                                                                                     |
| 1848    | 1852             | Jules Evain                             | Droite                | Avocat, député (1849-1851), maire de Boutancourt, propriétaire à Donchery                                   |
| 1852    | 1874             | Nicolas-Désiré Maigret                  |                       | Notaire à Flize puis à Dom-le-Mesnil                                                                        |
| 1874    | 1880             | Barthélemy Charles Camion aîné          | Républicain           | Fabricant de ferronnerie, maire de Vivier-au-Court (1874-1897)                                              |
| 1880    | 1904             | Comte Adrien de Wignacourt              | Droite                | Militaire Propriétaire à Guignicourt-sur-Vence Député (1893-1898)                                           |
| 1904    | 1919             | Henri Doizy                             | Républicain puis SFIO | Médecin généraliste à Flize Député (1910-1919)                                                              |
| 1919    | 1922             | Jules Mangenot                          | Droite                | Ingénieur, directeur des aciéries, maire de Flize                                                           |
| 1922    | 1940             | Jules Legouge (1874-1959)               | PRS                   | Cultivateur à Sapogne-et-Feuchères, conseiller d'arrondissement                                             |
|         |                  |                                         |                       | |
| 1943    | 1945             | Léon Moreaux (1894-1970)                | ?                     | Cultivateur Président de la délégation spéciale de Dom-le-Mesnil Nommé conseiller départemental en 1943     |
|         |                  |                                         |                       | |
| 1945    | 1951             | Henri Clin                              | SFIO                  | Comptable Maire de Hannogne-Saint-Martin (1925-1934 et 1945-1947)                                           |
| 1951    | 1958             | Roger Villemaux (1921-1996)             | PCF                   | Ouvrier métallurgiste puis cheminot Secrétaire fédétal du PCF des Ardennes                                  |
| 1958    | 1970             | Marcel Jacquemin                        | SFIO                  | Directeur d'école Maire-adjoint de Nouvion-sur-Meuse (1947-1959)                                            |
| 1970    | 1994             | Roger Villemaux                         | PCF                   | Maire de Nouvion-sur-Meuse (1959-1979) Suppléant du député Alain Léger (1978-1981)                          |
| 1994    | 1999 (décès)     | Jacques Habran                          | DVG                   | Maire de Nouvion-sur-Meuse (1989-1999)                                                                      |
| 2000    | 2015             | Hugues Mahieu                           | PS                    | Employé de La Poste Adjoint au maire de Nouvion-sur-Meuse (1989-2000)                                       |

### Conseillers d'arrondissement
| Période | Période          | Identité                                 | Étiquette   | Qualité |
| ------- | ---------------- | ---------------------------------------- | ----------- | --- |
| 1833    | 1848             | M. Poussart                              |             | Propriétaire à Hannogne-Saint-Martin                                                                        |
| 1848    | 1867             | M. Baudelot                              |             | Notaire à Boulzicourt                                                                                       |
| 1867    | 1872             | M. Muaux                                 |             | Maître de forges à Flize                                                                                    |
| 1872    | 1886             | Constant Arthur Paulin Paris (1843-1905) |             | Notaire à Flize                                                                                             |
| 1886    | 1895             | M. Poussart-Gennesseau                   |             | Propriétaire d'un moulin à Hannogne-Saint-Martin                                                            |
| 1895    | 1901             | Joseph Henny                             | Républicain | Industriel, maire de Boutancourt                                                                            |
| 1901    | 1913             | Ernest Lombard                           |             | Propriétaire, maire d'Hannogne-Saint-Martin                                                                 |
| 1913    | 1919             | Henri Gennesseau                         |             | Propriétaire, maire d'Hannogne-Saint-Martin                                                                 |
| 1919    | 1922             | Jules Legouge                            | PRS         | Cultivateur à Sapogne-et-Feuchères                                                                          |
| 1922    | 1925             | Paul Génon (1883-1960)                   | SFIO        | Ajusteur et cheminot à Flize Maire-adjoint (1935-1940) puis conseiller municipal (1945-1947) de Flize       |
| 1925    | 1931             | Joseph Henny                             |             | Industriel, maire de Boutancourt                                                                            |
| 1931    | 1934 (démission) | Henri Clin (1881-1965)                   | SFIO        | Marchand de bois, maire d'Hannogne-Saint-Martin (1925-1934, 1945-1947)                                      |
| 1934    | 1940             | Auguste Charles (1879-1967)              | SFIO        | Cafetier, agent d’assurances, puis représentant Maire de Nouvion-sur-Meuse (1925-1929 et 1933-1935)         |
| 1940    |                  |                                          |             | Les conseils d'arrondissement ont été suspendus par la loi du 12 octobre 1940 et n'ont jamais été réactivés |

## Composition
Le canton de Flize regroupait vingt-deux communes et comptait 10 356 habitants (recensement de 1999 sans doubles comptes).
| Nom                    | Code Insee | Intercommunalité             | Population (dernière pop. légale) |
| ---------------------- | ---------- | ---------------------------- | --------------------------------- |
| Flize (chef-lieu)      | 08173      | CA Ardenne Métropole         | 1 162 (2014)                      |
| Les Ayvelles           | 08040      | CA Ardenne Métropole         | 953 (2014)                        |
| Balaives-et-Butz       | 08042      | Ardenne Métropole            | 200 (2014)                        |
| Boulzicourt            | 08076      | CC des Crêtes Préardennaises | 961 (2014)                        |
| Boutancourt            | 08079      | Ardenne Métropole            | 286 (2014)                        |
| Chalandry-Elaire       | 08096      | CA Ardenne Métropole         | 638 (2014)                        |
| Champigneul-sur-Vence  | 08099      | CC des Crêtes Préardennaises | 120 (2014)                        |
| Dom-le-Mesnil          | 08140      | CA Ardenne Métropole         | 1 092 (2014)                      |
| Élan                   | 08152      | Ardenne Métropole            | 75 (2014)                         |
| Étrépigny              | 08158      | CA Ardenne Métropole         | 267 (2014)                        |
| Guignicourt-sur-Vence  | 08203      | CC des Crêtes Préardennaises | 312 (2014)                        |
| Hannogne-Saint-Martin  | 08209      | CA Ardenne Métropole         | 460 (2014)                        |
| Mondigny               | 08295      | CC des Crêtes Préardennaises | 170 (2014)                        |
| Nouvion-sur-Meuse      | 08327      | CA Ardenne Métropole         | 2 196 (2014)                      |
| Omicourt               | 08334      | CC des Crêtes Préardennaises | 40 (2014)                         |
| Saint-Marceau          | 08388      | CC des Crêtes Préardennaises | 355 (2014)                        |
| Saint-Pierre-sur-Vence | 08395      | CC des Crêtes Préardennaises | 134 (2014)                        |
| Sapogne-et-Feuchères   | 08400      | CA Ardenne Métropole         | 521 (2014)                        |
| Villers-le-Tilleul     | 08478      | CC des Crêtes Préardennaises | 237 (2014)                        |
| Villers-sur-le-Mont    | 08482      | CC des Crêtes Préardennaises | 105 (2014)                        |
| Vrigne-Meuse           | 08492      | CA Ardenne Métropole         | 291 (2014)                        |
| Yvernaumont            | 08503      | CC des Crêtes Préardennaises | 141 (2014)                        |

## Démographie
| 1962  | 1968  | 1975  | 1982  | 1990   | 1999   | 2006   | 2011   | 2012   |
| ----- | ----- | ----- | ----- | ------ | ------ | ------ | ------ | ------ |
| 9 838 | 9 484 | 9 127 | 9 165 | 10 036 | 10 356 | 10 533 | 10 813 | 10 805 |